# Vandstær
Vandstær (Cinclus cinclus) er en 18 centimeter stor spurvefugl, der yngler ved stærkt strømmende floder og vandløb i store dele af Europa og Centralasien. I Danmark er arten en meget sjælden ynglefugl og træffes oftest som gæst fra Sverige og Norge. Oftest ses fuglen sidde på sten i vandløb.

## Udseende
Vandstæren er en kompakt, mørkebrun fugl på størrelse med en stær og med karakteristisk hvidt bryst. Han og hun har ens fjerdragt. Juvenile fugle er mere grå med lyst skællede fjer. I deres første vinter har de hvide spidser på armsvingfjerene.

## Udbredelse
Udover Europa og Centralasien yngler vandstæren også i dele af Sydasien og i det nordligste Afrika. I Danmark findes hvert år nogle få ynglepar i vandløb med strømmende, klart vand og stenet bund. Den er regnet som kritisk truet på den danske rødliste 2019.

## Vintergæst i Danmark
Vandstæren ses i Danmark oftest om vinteren ved vandløb, hvor den er en fåtallig gæst fra Sverige og Norge i perioden oktober/november til marts/april.

## Føde
Arten lever især af vandinsekter og andre smådyr, som den fanger, mens den bevæger sig under vandet. Den er i stand til at være neddykket i længere tid.

## Stemme
Sangen er en lys kvidren, der også kan høres uden for yngletiden. Kaldet er et skarpt zink.